# Florisvaldo Mattos
Florisvaldo Mattos (Uruçuca, 1932), é um poeta, professor e jornalista brasileiro.

## Biografia
Nasceu em Uruçuca, anteriormente conhecida como Água Preta, distrito de Ilhéus, localizado no sul do estado da Bahia, era filho do comerciante e agricultor Oscar Moreira da Matos e de Gertrudes Ferreira de Freitas.
Em 1958 formou-se em direito pela Faculdade de Direito da Universidade Federal da Bahia, neste mesmo ano ingressando no jornalismo, profissão que exerceu ativamente até 2011.
Colaborou para o Jornal da Bahia, atuou também no Diário de Notícias local parte dos Diários Associados de Assis Chateaubriand, exercendo assim a função de repórter, redator e colunista; participou junto com o Glauber Rocha, Paulo Gil Soares e outros do grupo conhecido por "Geração Mapa".
Pela mesma Universidade Federal da Bahia fez seu mestrado em Ciências Sociais, ali ingressando como professor em 1962, exercendo o magistério superior até 1994; fez especialização em jornalismo e documentação pela Escuela Superior de Periodismo, em Madri.
Entre 1987 a 1990 presidiu a Fundação Cultural do Estado da Bahia.
De 1990 a 2004 dirigiu o Caderno de Cultura do jornal A Tarde, premiado pela Associação Paulista de Críticos de Arte em 1995 como o melhor órgão de divulgação cultural do Brasil.

## Literatura
Membro da Academia de Letras da Bahia, eleito em 28 de dezembro1994, tomou posse em 26 de novembro de 1995, no salão nobre da atual sede, sendo saudado por João Carlos Teixeira Gomes. Ocupa ali a Cadeira 31.
Em 1996 a União Brasileira de Escritores concedeu-lhe o Prêmio Ribeiro Couto de Poesia, por seu livro "A caligrafia do soluço e poesia anterior".
Atuou como jurado no Prêmio Portugal Telecom, em 2004.